# Agustín Rodríguez Sahagún
Agustín Rodríguez Sahagún (/aɣusˈtĩn roˈðɾiɣɛθ saaˈɣũn/) est un homme d'État espagnol, né le 27 avril 1932 à Ávila et mort le 13 octobre 1991 à Paris. Il est successivement membre de l'Union du centre démocratique (UCD) puis du Centre démocratique et social (CDS).
Après une carrière d'entrepreneur, qui l'amène à occuper des responsabilités dans plusieurs organisations patronales, il entre en politique en 1978, comme ministre de l'Industrie du deuxième gouvernement d'Adolfo Suárez. Il est élu au Congrès des députés en 1979 et devient alors le premier civil ministre de la Défense depuis la fin du franquisme dans le troisième gouvernement Suárez.
Il succède en janvier 1981 à Adolfo Suárez à la présidence de l'UCD. Le mois suivant, il n'est pas reconduit dans l'exécutif que forme Leopoldo Calvo-Sotelo. Il démissionne en novembre 1981 de la direction de son parti, au profit de Calvo-Sotelo, contrairement à ses prétentions initiales. Il abandonne l'UCD en 1982, et rejoint le CDS, fondé par Adolfo Suárez et sous les couleurs duquel il est réélu député. Après les élections de 1986, il en devient le porte-parole du groupe parlementaire.
Lors des élections municipales de 1987 à Madrid, il concourt sans succès pour accéder à la mairie. Il y parvient deux ans plus tard, dans le cadre d'un accord avec le nouveau Parti populaire ayant permis l'adoption d'une motion de censure contre le socialiste Juan Barranco. Il renonce à se représenter à la fin de son mandat, en 1991, et s'éloigne de la vie politique. Il meurt quelques mois plus tard.

## Famille
Agustín Rodríguez Sahagún naît le 27 avril 1932 à Ávila. Son père, notaire de profession, milite au sein de la Gauche républicaine (IR). Pour cette raison, il est persécuté, emprisonné, et finalement expulsé de sa profession par le régime franquiste.

## Formation et carrière
Titulaire d'une licence en droit de l'université de Valladolid et d'une licence en sciences économiques de l'université de Deusto, où il a été professeur professeur de contrôle et politique de gestion, Agustín Rodríguez Sahagún est un entrepreneur. Il commence à travailler en 1956, comme économiste au sein de l'entreprise Echevarría, S.A. Trois ans plus tard, il est promu directeur administratif et financier. Il participe ensuite à la fondation de diverses sociétés, dans le domaine de l'édition ou de l'énergie.
À partir de janvier 1977, il s'implique dans la structuration du patronat espagnol. Il présente à cette période le processus devant mener, à terme, à la constitution d'une Confédération des entreprises espagnoles. Après que l'ensemble des initiatives similaires ont décidé de se regrouper, il est élu membre de la direction provisoire de la Confédération espagnole des organisations d'entreprises (CEOE), dont il présente le 29 juin 1977 les statuts au ministre des Relations syndicales.
Élu vice-président de la nouvelle CEOE lors de son congrès constitutif le 25 septembre suivant à Madrid, Agustín Rodríguez Sahagún est porté le 16 décembre suivant à la présidence de la confédération espagnole des petites et moyennes entreprises (es) (CEPYME) lors de son assemblée fondatrice, réunie à Saragosse.

## Ministre de la Transition
Le 24 février 1978, Agustín Rodríguez Sahagún est nommé ministre de l'Industrie et de l'Énergie au cours d'un large remaniement ministériel du gouvernement dirigé par Adolfo Suárez qui voit un important changement à la direction des ministères à compétences économiques. La nomination de ce proche de la Fédération des partis démocrates et libéraux, de Joaquín Garrigues Walker, qui succède au banquier Alberto Oliart, renforce le courant  libéral au sein de l'exécutif tout en étant en mesure de rassurer le monde de l'entreprise.
À l'occasion des élections générales du 1er mars 1979, il est élu au Congrès des députés dans la circonscription électorale de Biscaye, sa liste de candidats arrivant troisième après celles du Parti socialiste ouvrier espagnol (PSOE) et du Parti nationaliste basque (EAJ/PNV). Il est désigné ministre de la Défense le 5 avril suivant, un choix applaudi par son prédécesseur et toujours vice-président du gouvernement pour les affaires de la défense, Manuel Gutiérrez Mellado, qui qualifie le nouveau ministre de « professionnel qualifié pour ce ministère ».

## Président de l'UCD
À la suite du renoncement d'Adolfo Suárez, Agustín Rodríguez Sahagún est élu le 8 février 1981 président de l'Union du centre démocratique (UCD), lors de son IIe congrès, organisé à Palma : il obtient 1 139 voix, contre 737 à son unique concurrent, Landelino Lavilla. Son discours de candidature, revendiquant l'unité du parti, mal prononcé et parfois improvisé, est raillé par ses adversaires et déçoit ses soutiens.
Il quitte son poste ministériel le 26 février suivant, après l'accession à la présidence du gouvernement de Leopoldo Calvo-Sotelo, qui le remplace par le ministre sortant de la Santé, Alberto Oliart. Le 13 novembre, il renonce à présider l'UCD, le comité exécutif appelant alors à « l'union personnelle entre la présidence du parti et celle du gouvernement ». Par deux fois au cours des dix jours précédents, il avait pourtant réfuté l'éventualité de son départ,, en dépit des pressions exercées par Leopoldo Calvo-Sotelo. Ce dernier lui succède effectivement, à l'issue d'une session du conseil politique du parti, le 21 novembre.

## Passage au CDS
Agustín Rodríguez Sahagún annonce le 29 juillet 1982, dans un courrier adressé à Landelino Lavilla, qu'il quitte l'Union du centre démocratique afin d'adhérer au Centre démocratique et social (CDS), un nouveau parti centriste fondé par Adolfo Suárez.
Pour les élections générales anticipées du 28 octobre 1982, il est investi tête de liste du CDS dans la circonscription d'Ávila. Le soir du scrutin, il est réélu au Congrès, étant l'un des deux seuls députés du parti avec Adolfo Suárez. Tous deux rejoignent ensuite le groupe mixte, avec les députés du Parti communiste d'Espagne notamment.
Réélu député d'Ávila au cours des  élections générales anticipées du 22 juin 1986, il devient le porte-parole du groupe parlementaire du CDS, devenu la troisième force du Congrès.

## Maire de Madrid
Agustín Rodríguez Sahagún annonce le 6 mai 1987 qu'il est candidat aux élections municipales du 10 juin à Madrid, comme tête de liste du Centre démocratique et social. Le soir du scrutin, il remporte 8 élus sur 55 au conseil municipal et devient ainsi l'arbitre entre la gauche — qui dispose en tout de 27 sièges — et l'Alliance populaire (AP), qui détient les 20 restants. Lors de l'élection du maire, au cours de la séance constitutive de la nouvelle mandature, le 30 juin, les huit conseillers du CDS votent en faveur de leur chef de file, permettant au socialiste Juan Barranco d'être reconduit en minorité.
Le 8 mai 1989, le nouveau Parti populaire (PP, successeur de l'AP) et le CDS concluent un accord national en vue de renverser plusieurs maires socialistes, dont celui de Madrid. À cette occasion, le CDS ayant insisté sur ce point en vue de parfaire l'entente, le chef de file madrilène du PP, José María Álvarez del Manzano, accepte de soutenir la candidature d'Agustín Rodríguez Sahagún pour la mairie de la capitale espagnole. Celui-ci est effectivement élu maire de Madrid le 29 juin suivant, par 29 voix pour et 24 contre, puis prononce un discours de politique générale contenant des mesures vagues et génériques. Il démissionne du Congrès dès le lendemain.

## Décès et hommage
Le 7 avril 1991, Agustín Rodríguez Sahagún annonce publiquement qu'il ne sera pas candidat aux élections municipales du 26 mai suivant, une information qu'il avait transmise en février à Adolfo Suárez, invoquant des « raisons familiales et personnelles ». Il est remplacé le 5 juillet suivant par José María Álvarez del Manzano, qui a remporté une majorité absolue de conseillers municipaux.
Agustín Rodríguez Sahagún meurt subitement le 13 octobre 1991,  à Paris, dans le 14e arrondissement, à la suite d'une opération cardiaque, en principe sans risque, à l'hôpital Broussais qui avait engendré des complications vasculaires et une insuffisance rénale. Il est incinéré le jour même et ses cendres sont rapatriées dans la capitale espagnole,. Dès le lendemain, il se voit attribuer la médaille d'or de la Ville de Madrid, à titre posthume.
Le conseil du district de Tetuán décide le 13 mai 1992 de renommer le parc du Verger de l'évêque en parc Agustín-Rodríguez-Sahagún, une solution envisagée au lendemain de sa mort, baptiser un espace vert du nom d'un maire disparu étant officieusement considéré par la municipalité comme l'hommage le plus important qu'elle peut rendre et le parc se situant à proximité du tunnel de la place de Castille, un projet phare de l'édile décédé. Dans l'enceinte du parc est inaugurée, le 18 janvier 1995 par le maire José María Álvarez del Manzano, un monument saluant sa mémoire.